# Campeonato Pernambucano de Futebol de 2021
O Campeonato Pernambucano de Futebol de 2021 foi a 107ª edição do torneiro realizado no estado de Pernambuco e organizado pela Federação Pernambucana de Futebol. O campeonato contará com a participação de 10 (dez) equipes entre os meses de Fevereiro a Maio.
A competição marca a volta do Sete de Setembro e do Vera Cruz, ausentes da elite pernambucana desde de 2010 e 2015 respectivamente. O Pernambucano conta também com a participação dos 8 clubes mais bem colocados no ano anterior.
Ainda devido a Pandemia de Covid-19 o campeonato não contará com a presença de público.

## Formato e Regulamento

### Regulamento
O Campeonato Pernambucano repetirá a fórmula adotada em 2020. Após reunião na tarde do dia 7 de janeiro de 2021 na sede da Federação Pernambucana de Futebol (FPF), os clubes envolvidos na disputa escolhem, por unanimidade, manter o formato para a edição de 2021. No total, serão 13 datas para a competição, que terá início em 28 de janeiro e término previsto para o dia 23 de maio.
As dez equipes se enfrentam em turno apenas de ida, onde os seis melhores classificam-se e os quatro últimos realizam um quadrangular do rebaixamento de pontos corridos para definir os dois rebaixados para o Pernambucano Série A2 de 2022. Deste sexteto que passa de fase, os dois primeiros já estão garantidos na semifinal, enquanto o 3º enfrenta o 6º e o 4º duela com o 5º para definir os outros dois semifinalistas - estes confrontos serão realizados em jogo único, com mando para a equipe de melhor desempenho na primeira fase.
Na semifinal, novamente jogo único, com o líder e vice-líder da primeira fase tendo o mando de campo por conta da melhor campanha. Já na final, os duelos serão em ida e volta, com o time que tiver feito mais pontos ao longo da primeira fase realizando a segunda partida em casa.

### Formato
Primeira fase: (Fase de grupos): Todos os clubes se enfrentam em jogos de ida, se classificando os seis melhores e os quatro piores realizam um quadrangular de pontos corridos em três datas para definir os dois rebaixados para o Pernambucano Série A2 de 2022. Os dois primeiros nesta fase já se garantem na semifinal. 
Segunda fase: (Quartas de Final): Disputada em jogo único, com o 3º colocado enfrentando o 6º, e o o 4º jogando contra o 5º para definirem os outros dois semifinalistas. Os times de melhores campanha fazem a partida como mandantes. Em caso de igualdade, a decisão será nos pênaltis.
Terceira fase: (Semifinais): Semifinais também disputada em apenas um jogo com o mando para o líder e vice-líder da primeira fase. Em caso de igualdade, a decisão será nos pênaltis.
Quarta fase: (Final): Realizada em jogos de ida e volta, com o time de melhor campanha no primeiro turno fazendo o segundo jogo em casa. Para a definição do campeão, será considerada a soma da pontuação nos dois jogos. Em caso de igualdade em pontos, o primeiro critério será o saldo de gols na fase (sem gol qualificado). Persistindo o empate nos 180 minutos, o campeão sairá nos pênaltis.

## Critérios de Desempate
Na 1ª fase e no quadrangular do rebaixamento sempre que duas ou mais equipes estiverem em igualdade de pontos,  os critérios de desempates devem ser aplicados na seguinte ordem:
1. Número de vitórias
2. Saldo de gols
3. Gols marcados
4. Número de cartões vermelhos
5. Número de cartões amarelos
6. Sorteio público

Na 2ª, 3ª e 4ª fase, sempre que as duas equipe estiverem em igualdade do pontos aplica-se os seguintes critérios:
1. Saldo de gols;
2. Tiros de ponto penal, conforme as Regras do Jogo de Futebol.

## Equipes Participantes

### Promovidos e rebaixados
| Pos. | Rebaixados da Série A1 2020 |
| ---- | --------------------------- |
| 9°   | Petrolina                   |
| 10°  | Decisão Sertânia            |

| Pos. | Promovidos da Série A2 2020 |
| ---- | --------------------------- |
| 1º   | Vera Cruz                   |
| 2º   | Sete de Setembro            |

| Equipe                                                | Cidade                 | Em 2020 | Estádio (Mando)              | Capacidade | Títulos (Último) | Part. |
| ----------------------------------------------------- | ---------------------- | ------- | ---------------------------- | ---------- | ---------------- | ----- |
| Afogados da Ingazeira Futebol Clube                   | Afogados da Ingazeira  | 4°      | Vianão                       | 1 735      | 0 (não possui)   | 5     |
| Central Sport Club                                    | Caruaru                | 6°      | Estádio Luiz José de Lacerda | 19 478     | 0 (não possui)   | 60    |
| Clube Náutico Capibaribe                              | Recife                 | 3°      | Aflitos                      | 19 800     | 22 (em 2018)     | 106   |
| Retrô Futebol Clube Brasil                            | Camaragibe             | 5°      | Arena de Pernambuco          | 44 300     | 0 (não possui)   | 2     |
| Salgueiro Atlético Clube                              | Salgueiro              | 1°      | Cornélio de Barros           | 12 070     | 1 (em 2020)      | 15    |
| Santa Cruz Futebol Clube                              | Recife                 | 2°      | Arruda                       | 60 044     | 29 (em 2016)     | 107   |
| Sete de Setembro Esporte Clube                        | Garanhuns              | 2° (A2) | Estádio Marco Antônio Maciel | 6 356      | 0 (não possui)   | 17    |
| Sport Club do Recife                                  | Recife                 | 7°      | Ilha do Retiro               | 30 000     | 42 (em 2019)     | 105   |
| Vera Cruz Futebol Clube                               | Vitória de Santo Antão | 1° (A2) | Arena de Pernambuco          | 44 300     | 0 (não possui)   | 5     |
| Associação Acadêmica e Desportiva Vitória das Tabocas | Vitória de Santo Antão | 8°      | Arena de Pernambuco          | 44 300     | 0 (não possui)   | 10    |

## Confrontos
Para ler a tabela, a linha horizontal representa os jogos da equipe como mandante. A coluna vertical indica os jogos da equipe como visitante.
| Vitória do mandante; Vitória do visitante; Empate. | Em vermelho os jogos da próxima rodada; Em negrito os jogos "clássicos". |

## Fase final
Em itálico, as equipes que possuem o mando de campo do confronto e em negrito as equipes classificadas.
|  | Quartas de final 5 de maio | Quartas de final 5 de maio | Quartas de final 5 de maio |               |       | Semifinais 9 e 10 de maio | Semifinais 9 e 10 de maio | Semifinais 9 e 10 de maio |  |  | Final 16 e 23 de maio | Final 16 e 23 de maio | Final 16 e 23 de maio | Final 16 e 23 de maio | Final 16 e 23 de maio |
|  |                            |                            |                            |               |       |                           |                           |                           |  |  |                       |                       |                       |                       |                       |
|  |                            | Sport                      |                            |               |       |                           |                           |                           |  |  |                       |                       |                       |                       |                       |
|  |                            |                            |                            |               |       |                           |                           |                           |  |  |                       |                       |                       |                       |                       |
|  |                            |                            | Sport                      | 1             |       |                           |                           |                           |  |  |                       |                       |                       |                       |                       |
|  |                            |                            |                            | 1             |       |                           |                           |                           |  |  |                       |                       |                       |                       |                       |
|  |                            |                            | Salgueiro                  | 0             |       |                           |                           |                           |  |  |                       |                       |                       |                       |                       |
|  |                            | Salgueiro                  | Salgueiro                  | 0             | 2     |                           |                           |                           |  |  |                       |                       |                       |                       |                       |
|  |                            | Salgueiro                  |                            |               | 2     |                           |                           |                           |  |  |                       |                       |                       |                       |                       |
|  |                            | Vera Cruz                  | 1                          |               |       |                           |                           |                           |  |  |                       |                       |                       |                       |                       |
|  |                            |                            |                            |               |       |                           |                           |                           |  |  |                       | Sport                 | 1                     | 1                     |                       |
|  |                            |                            |                            | Náutico (pen) | 1     | 1                         |                           |                           |  |  |                       |                       |                       |                       |                       |
|  |                            | Náutico                    |                            |               |       |                           |                           |                           |  |  |                       |                       |                       |                       |                       |
|  |                            |                            |                            |               |       |                           |                           |                           |  |  |                       |                       |                       |                       |                       |
|  |                            |                            | Náutico                    | 2             |       |                           |                           |                           |  |  |                       |                       |                       |                       |                       |
|  |                            |                            |                            | 2             |       |                           |                           |                           |  |  |                       |                       |                       |                       |                       |
|  |                            |                            | Santa Cruz                 | 1             |       |                           |                           |                           |  |  |                       |                       |                       |                       |                       |
|  |                            | Santa Cruz (pen)           | Santa Cruz                 | 1             | 0 (5) |                           |                           |                           |  |  |                       |                       |                       |                       |                       |
|  |                            | Santa Cruz (pen)           |                            |               | 0 (5) |                           |                           |                           |  |  |                       |                       |                       |                       |                       |
|  |                            | Afogados                   | 0 (4)                      |               |       |                           |                           |                           |  |  |                       |                       |                       |                       |                       |

##### Finais
Ida
| 16 de maio | Sport          | 1 – 1 | Náutico             | Arena Pernambuco, São Lourenço da Mata                               |
| 16:00      | Everaldo 45+1' |       | 51' Wagner Leonardo | Público: Portões fechados Árbitro: RJ Wagner do Nascimento Magalhães |

| Sport | Náutico |

Volta
| 23 de maio | Náutico   | 1 – 1 | Sport      | Estádio dos Aflitos, Recife                                  |
| 16:00      | Kieza 77' |       | 86' Mikael | Público: Portões fechados Árbitro: PR Rodolpho Toski Marques |

|                                            |       | Penalidades                            |  |
| Jean Carlos Vinicius Hereda Giovanny Kieza | 5 − 3 | Iago Maidana Mikael Tréllez Marquinhos |  |

| Náutico | Sport |

## Premiação
| Campeonato Pernambucano de 2021 |
| ------------------------------- |
| Náutico Campeão (23.º título)   |

| Vice-campeão: | Terceiro colocado: | Quarto colocado: | Artilheiro: |
| ------------- | ------------------ | ---------------- | ----------- |
| Sport         | Salgueiro          | Santa Cruz       | Kieza       |

## Artilharia
Atualizado em 1 de maio de 2021.
| Pos. | Jogador  | Equipe   | Gols |
| ---- | -------- | -------- | ---- |
| 1º   | Kieza    | Náutico  | 10   |
| 2º   | Erick    | Náutico  | 5    |
| 2º   | Vinícius | Náutico  | 5    |
| 3º   | Fauver   | Afogados | 4    |
| 3º   | Mikael   | Sport    | 4    |

### Poker-trick
| Jogador | Clube   | Adversário | Placar | Data            | Ref.   |
| ------- | ------- | ---------- | ------ | --------------- | ------ |
| Kieza   | Náutico | Central    | 5–0    | 27 de fevereiro | [ 10 ] |

## Classificação final
Somando os pontos da primeira fase e dos jogos play offs para assim definir os três representantes do estado na Copa do Brasil 2022 e os dois representantes na Série D 2022.

## Transmissão
O Grupo Globo detém todos os direitos de transmissão do campeonato na TV Aberta, fechada e PPV. Três canais do Grupo Globo irão transmitir jogos do Estadual: TV Globo (TV Aberta) apenas para Pernambuco, através da TV Globo Nordeste (emissora própria da TV Globo, no grande Recife), TV Asa Branca e TV Grande Rio, (afiliadas à TV Globo, no interior do estado), SporTV (TV fechada) para todo o Brasil ou com exceção de Pernambuco, e Premiere (pay-per-view) para todo o Brasil. À parte ao Grupo Globo, a FPF está autorizada a exibir as partidas entre os times intermediários, gratuitamente em seu perfil oficial na plataforma de streaming MyCujoo.

### Jogos transmitidos pelaTV Globopara o estado de PE

#### Primeira fase
- 1ª rodada -  Nenhum jogo transmitido pela Globo nessa rodada
- 2ª rodada -  Nenhum jogo transmitido pela Globo nessa rodada
- 3ª rodada - Santa Cruz 1–1 Sport -  14 de março (Dom) - 16:00
- 3ª rodada - Náutico 3–1 Vera Cruz -  21 de março (Dom) - 16:00
- 4ª rodada - Sport 2–0 Central -  28 de março (Dom) - 16:00
- 5ª rodada - Salgueiro 2–3 Náutico -  07 de abril (Qua) - 21:30
- 6ª rodada - Sport 3–0 Vitória -  14 de abril (Qua) - 21:30
- 6ª rodada - Náutico 2–1 Santa Cruz -  18 de abril (Dom) - 16:00
- 7ª rodada - Retrô 1–4 Náutico -  11 de abril (Dom) - 16:00
- 8ª rodada - Santa Cruz 0–2 Sete de Setembro -  25 de abril (Dom) - 16:00
- 9ª rodada - Sport 3–0 Náutico -  02 de maio (Dom) - 16:00

#### Fase final
- Quartas de final/Jogo único -  Nenhum jogo transmitido pela Globo nessa rodada
- Semifinal/Jogo único - Náutico 2–1 Santa Cruz -  09 de maio (Dom) - 16:00
- Final/Jogo de ida - Sport 1–1 Náutico -  16 de maio (Dom) - 16:00
- Final/Jogo de volta - Náutico 1(5–3)1 Sport - 23 de maio (Dom) - 16:00

#### Transmissões na TV aberta por time
| Clube               | 1ª fase | (QF, SF e F) | Total |
| ------------------- | ------- | ------------ | ----- |
| Afogados            | 0       | 0            | 0     |
| Central             | 1       | 0            | 1     |
| Náutico             | 5       | 3            | 8     |
| Retrô               | 1       | 0            | 1     |
| Salgueiro           | 1       | 0            | 1     |
| Santa Cruz          | 3       | 1            | 4     |
| Sete de Setembro    | 1       | 0            | 1     |
| Sport               | 4       | 2            | 6     |
| Vera Cruz           | 1       | 0            | 1     |
| Vitória das Tabocas | 1       | 0            | 1     |

## Ver Também
- Campeonato Pernambucano de Futebol de 2021 - Série A2
- Copa do Nordeste de Futebol de 2021
- Copa Pernambuco de Futebol de 2021
- Futebol do Nordeste do Brasil